# Le Héron
Le Héron é uma comuna francesa na região administrativa da Normandia, no departamento de Sena Marítimo. Estende-se por uma área de 10,73 km². Em 2010 a comuna tinha 251 habitantes (densidade: 23,4 hab./km²).